# 間二氯苯
間二氯苯是一种有机化合物，又称1,3-二氯苯。

## 合成
苯和氯气在催化剂下反应，得到邻位和对位的二氯苯，将它们在氯化氢和三氯化铝的存在下加热（120°C），进行异构化反应，蒸馏得到间二氯苯。此外，间苯二胺的重氮化反应、间二硝基苯直接氯化，也能得到间二氯苯。
苯胺进行酰化反应制得乙酰苯胺，乙酰苯胺和氯气在50%硫酸水溶液中于25°C反应，水解得到間二氯苯。